# RICOP
RICOP (Restructurarea Întreprinderilor și Reconversie Profesională) a fost un program PHARE al Uniunii Europene din Europa de Sud-Est.
În România, programul a beneficiat de o finanțare din partea Uniunii Europene de 86 milioane euro.
Programul a fost lansat în 2000, iar fondurile pentru ultima sa componentă, „Finanțarea IMM” au fost folosite integral până la 30 noiembrie 2004.
Programul a beneficiat de o finanțare totală de 154,7 milioane euro, din care 86,3 milioane euro finanțare nerambursabilă din partea Uniunii Europene, 34,2 milioane euro finanțare de la bugetul de stat și 34,2 milioane euro contribuție locală (privată și publică).
Rezultatele programului RICOP au fost:
- 48.247 persoane disponibilizate au primit plăți compensatorii în valoare de 46,6 milioane euro (din care 12,9 milioane euro au reprezentat contribuția Uniunii Europene);
- 636 proiecte au fost finanțate în cadrul celor patru scheme de finanțare nerambursabilă;
- 20.031 persoane au fost plasate în noi locuri de muncă (inclusiv locuri de muncă nou create prin proiecte RICOP);
- 69.709 persoane au beneficiat de diverse tipuri de consiliere;
- 12.481 persoane au beneficiat de cursuri gratuite de recalificare/perfecționare.